# Dendrobium victoriae-reginae
Dendrobium victoriae-reginae là một loài thực vật có hoa trong họ Lan. Loài này được Loher mô tả khoa học đầu tiên năm 1897.

## Hình ảnh

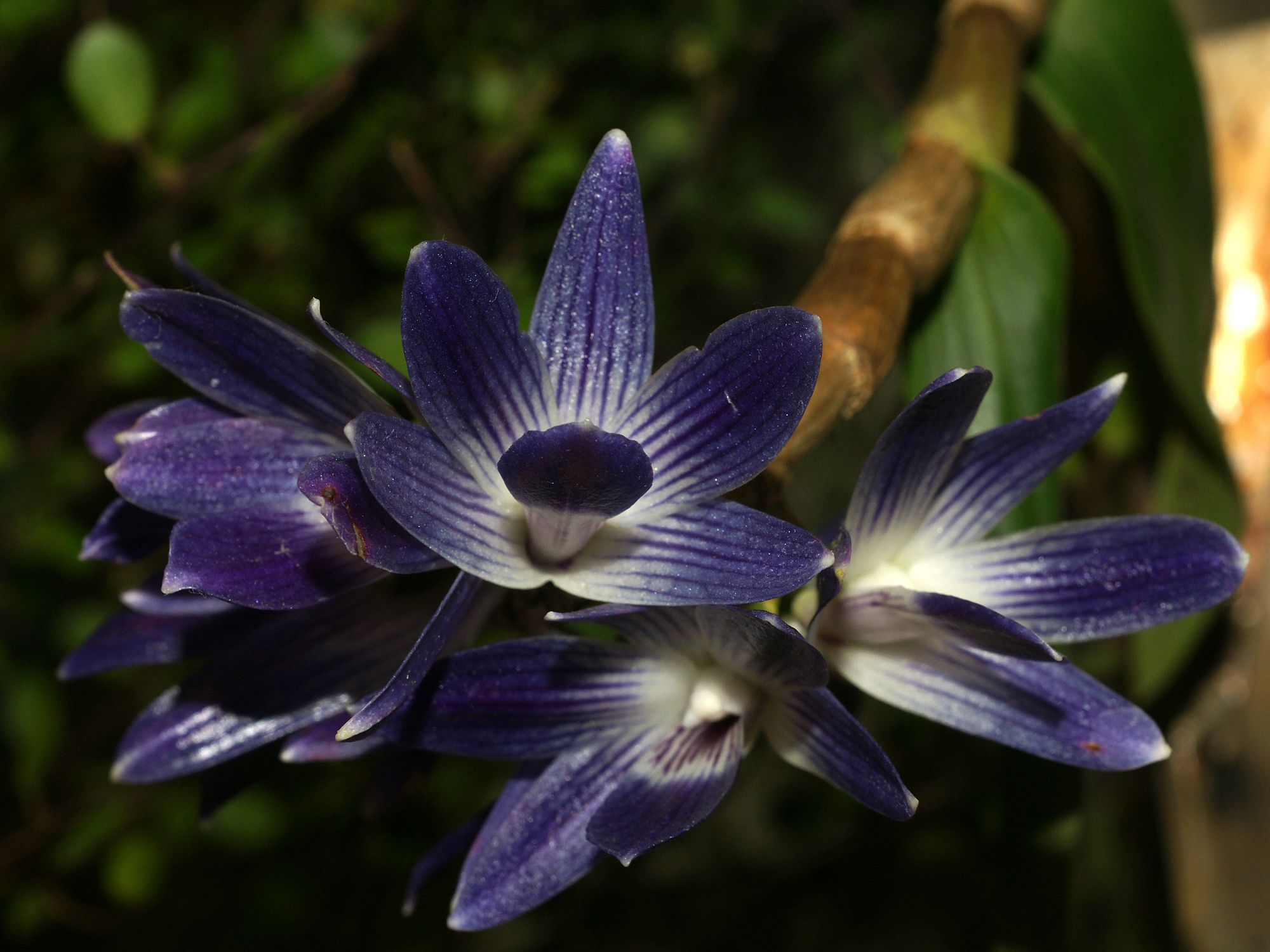
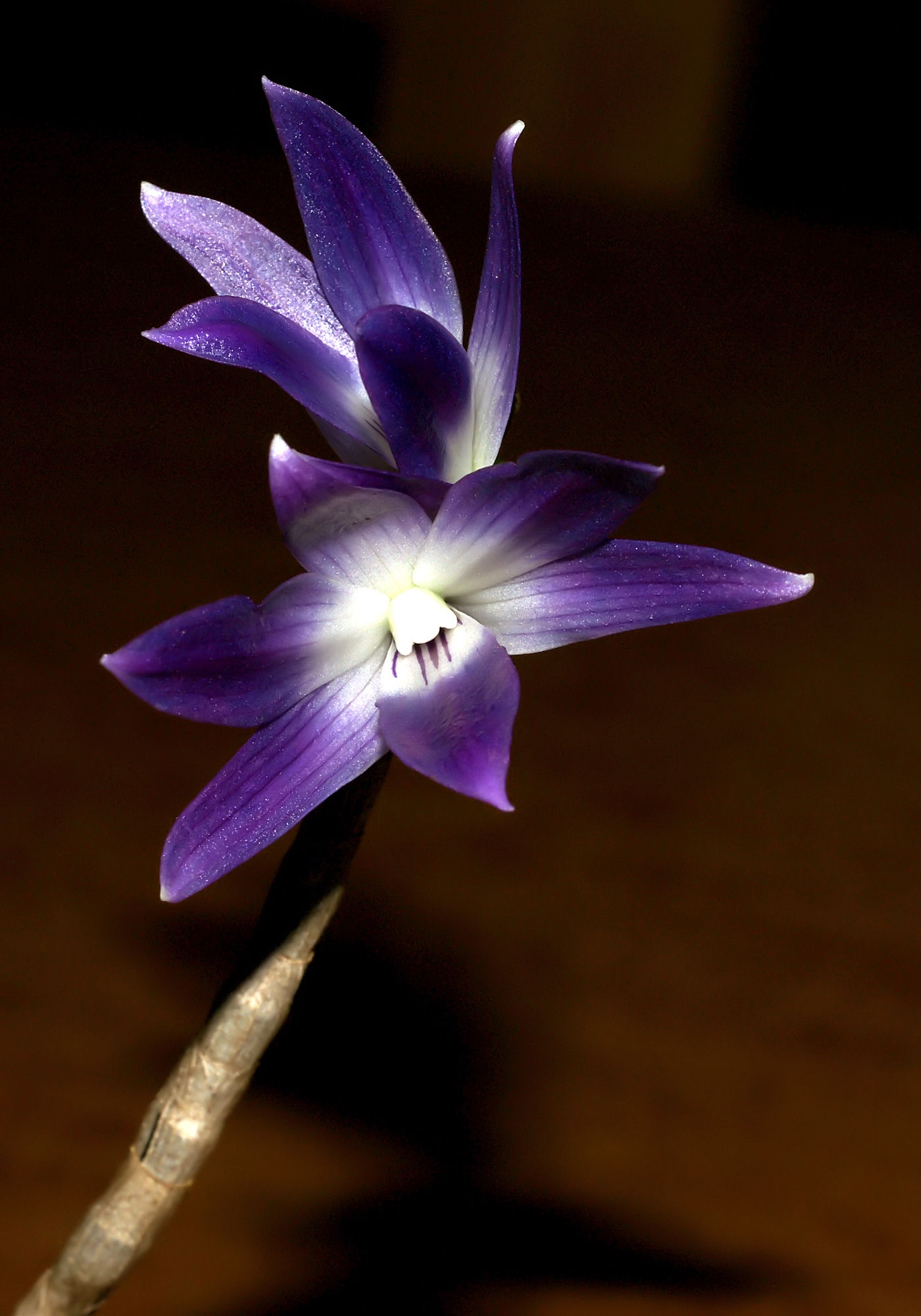
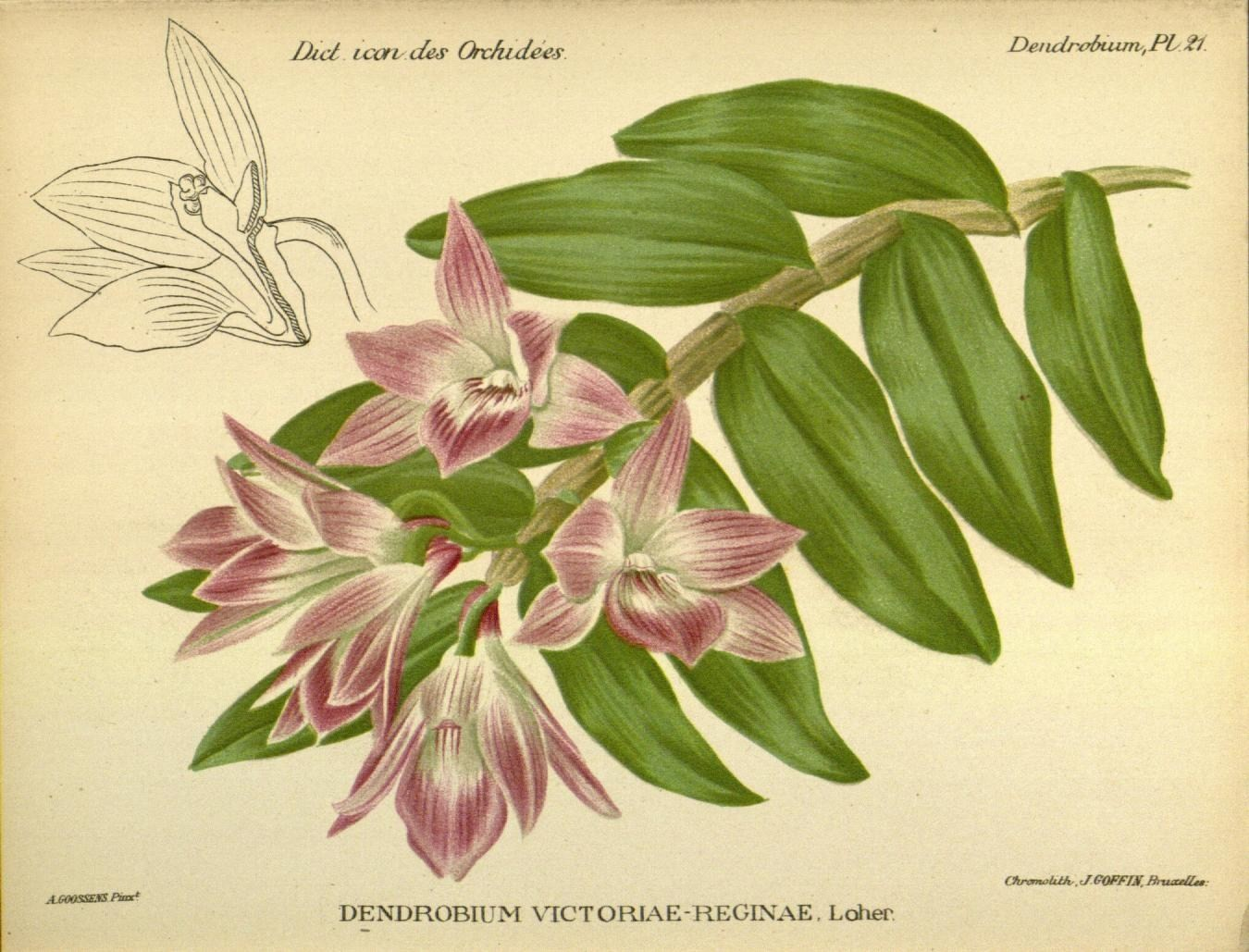
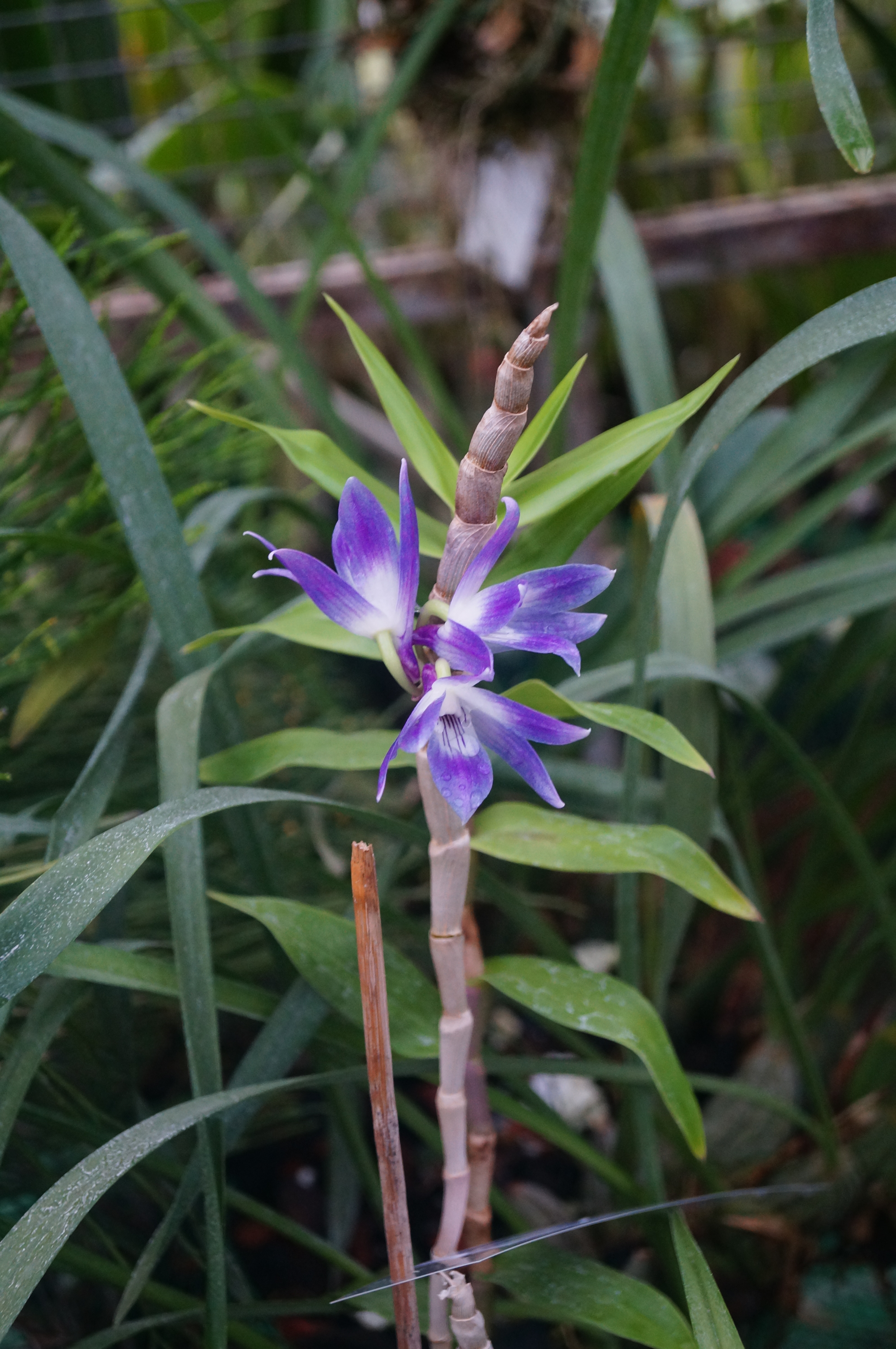